# Karl August Boethke
Karl August Boethke (* 2. Februar 1830 in Bromberg als Carl August Boethke; † Frühjahr 1912 in Thorn) war ein deutscher Gymnasiallehrer und Turnfunktionär.

## Leben und Werk
Er war der Sohn des früh verstorbenen Bromberger Bürgermeisters Karl August Boethke (1797–1840). Der Jurist und Richter Hermann Boethke war sein jüngerer Bruder. Die Gymnasialbildung erhielt Boethke zunächst in Bromberg, dann von 1841 bis 1847 an der Lateinschule des Waisenhauses in Halle, wohin ihm auch sein Bruder Hermann folgte. Danach studierte er Philologie an den Universitäten Halle und Berlin. 1851 erhielt er seine erste Anstellung als Lehrer in Bromberg, 1855 wechselte er nach Thorn, wo er zum 1. Oberlehrer am Kgl. Gymnasium und später zum Gymnasialprofessor aufstieg. Daneben wurde er Stadtverordneter in Thorn. Außerdem wurde er Vorturner und Vorsitzender des Thurnvereins Thorn sowie Gauvertreter des Oberweichselgaus.
1873 wurde er zum Kreisvertreter des I. Kreises der Deutschen Turnerschaft gewählt. Boethke war zuständig u. a. für die Organisation der alle zwei Jahre an anderen Orten ausgetragenen Kreisturnfeste des Turnkreises, die aufgrund ihrer breiten Öffentlichkeitswirkung zur Förderung des Turnsportes beitrugen. Gleichzeitig wurde er 1873 Mitglied des reichsweiten Ausschusses der Deutschen Turnerschaft, zu dessen stellvertretendem Vorsitzenden er später gewählt wurde. Durch eine Eingabe im Deutschen Reichstag trug er als Ausschussmitglied 1893 maßgeblich dazu bei, dass der Turnunterricht in den Schulen flächendeckend im gesamten Deutschen Reich eingeführt wurde. Mehrfach nahm er in führender Stellung an der Organisation und Austragung der internationalen Deutschen Turnfeste teil, zu nennen sind insbesondere die Feste in München und Berlin.